# Chuck Behler
Chuck Behler er en amerikanske trommeslager som spillede trommer i thrash metal-bandet Megadeth fra 1987 til 1988, og medvirkede på albummet So Far, So Good… So What! i 1988. Han var også med i dokumentarfilmen The Decline of Western Civilization Part II: The Metal Years også fra 1988.
Megadeth-frontmand Dave Mustaine kendte Behler fordi Gar Samuelson, bandets tidligere trommeslager, brugte Behler som roadie. Behler endte senere med selv at blive afløst af sin egen roadie, Nick Menza.
Før Megadeth var Behler medlem af The Meanies og Sinclair, blandt andre.